# 1867년 임기보장법
1867년 임기보장법(영어: Tenure of Office Act)은 1867년부터 1887년까지 효력을 발휘한 미국 연방법으로, 대통령이 미국 상원의 승인 없이 특정 공직자를 해임할 수 있는 권한을 제한하기 위해 제정되었다. 이 법은 1867년 3월 2일 앤드루 존슨 대통령의 거부권을 무효화하고 제정되었다. 이 법은 대통령이 상원의 조언과 동의를 얻어 임명한 행정관을, 다음 회기 중 상원이 해임을 승인하지 않는 한 해임할 수 있는 권한을 부정하는 것을 목적으로 했다.
존슨이 상원의 승인 없이 전쟁부 장관 에드윈 M. 스탠턴을 해임하려 한 시도는 1868년 초 존슨의 법 위반으로 인한 탄핵으로 이어졌다.
이 법은 1869년 4월 5일 율리시스 S. 그랜트 대통령 시절 의회에 의해 크게 수정되었다. 의회는 1887년, 법이 제정된 지 20년 만에 이 법을 완전히 폐지했다. 마이어스 대 미국 사건 (1926년)에서 유사 법의 합헌성을 평가하면서, 대법원은 임기보장법이 무효일 가능성이 높다고 판시했다.

## 배경
미국 상원이 내각 구성원의 임명과 마찬가지로 해임에 대해서도 조언하고 동의해야 한다는 개념은 제1회 미국 의회 기간 동안 고려되었다. 1789년 7월 18일, 찬성 9표와 반대 9표로 동률을 이루었다. 부통령 존 애덤스는 자신의 첫 번째 동점표를 사용하여 법안에 반대하여 이를 부결시켰다.
아메리카 연합국이 채택한 헌법은 이 점에 대해 더 명시적이었는데, 제2조 2항 3절에서 "각 행정 부서의 수장과 외교 서비스와 관련된 모든 인사는 대통령의 뜻에 따라 해임될 수 있다. 다른 모든 행정 부서의 공직자는 그들의 서비스가 불필요하거나, 부정직, 무능력, 비효율, 불법 행위, 또는 직무 태만에 의해 언제든지 대통령 또는 다른 임명권자에 의해 해임될 수 있다. 그리고 그렇게 해임될 때, 그 해임은 그 이유와 함께 상원에 보고되어야 한다."고 규정했다.
남북 전쟁 이후의 정치 환경에서, 에이브러햄 링컨의 두 번째 부통령으로 재직했던 민주당원 존슨 대통령은 남부 분리주의 주들의 빠른 재통합을 지지했다. 그러나 상하원 모두 공화당의 3분의 2 다수는 존슨의 거부권을 무효화하고, 새로 설립된 주 정부들을 감독하는 일련의 5개 군사 구역을 설치하는 법률을 통과시켰다. 이 "의회 재건"은 새로 해방된 노예들을 보호하기 위한 지역 시민권 법을 만들고, 지역을 보호하고 순찰하며, 분리주의 주들이 재통합되기 전에 어느 정도 성의를 보여주도록 보장하고, 주들에 대한 공화당의 통제를 보장하며, 아마도 분리주의자들에게 약간의 처벌을 가하기 위해 고안되었다. 주들은 점진적으로 재통합될 것이었다.
정치적으로 압도당한 존슨은 군대의 총사령관으로서 군대에 대한 통제(계획의 조항을 집행하는 주요 기관이 될 것임)라는 유일한 통제를 의회 재건 계획에 적용할 수 있었다. 그러나 존슨의 군대 통제조차도 그의 전쟁부 장관 에드윈 M. 스탠턴이 의회 재건을 전적으로 지지하는 강경한 공화당 급진파였다는 사실 때문에 방해를 받았다. 이는 존슨과 공화당이 통제하는 의회를 더욱 대립시켰는데, 존슨은 스탠턴을 해임하려 했고 의회는 그를 유임시키려 했다.

## 스탠턴과 존슨의 탄핵
임기보장법은 상원이 회기 중이 아닐 때 대통령이 공무원을 정직시킬 수 있는 권한을 제한했다. 당시 의회는 일년 중 상대적으로 짧은 기간 동안 회의를 열었다. 만약 상원이 다시 소집되었을 때 해임을 비준하지 않으면, 대통령은 해당 공무원을 복직시켜야 했다.
1867년 8월, 상원이 회기 중이 아닐 때, 존슨은 스탠턴에 대해 조치를 취하여 상원의 다음 회기까지 그를 정직시켰다. 그러나 1868년 1월 13일 상원이 소집되었을 때, 상원은 35대 6으로 해임을 비준하기를 거부했다. 이 투표에도 불구하고, 1868년 2월 22일, 존슨 대통령은 로렌조 토마스로 스탠턴을 교체하려 시도했는데, 이는 그러한 행동을 통해 대법원에서 이 법의 정당성에 도전할 수 있는 사례를 만들고 싶었기 때문이었다. 며칠 이내에 존슨 탄핵, 즉 미국 대통령의 첫 탄핵을 향한 절차가 시작되었다. 3개월간의 재판 끝에, 존슨은 단 한 표 차이로 상원에 의한 해임을 간신히 피했다. 스탠턴은 1868년 5월 사임했다.
존슨이 임기보장법을 위반했는지 여부는 불분명했으며, 이는 탄핵으로 이어졌다. 이 법의 문구는 모호했으며, 그가 스탠턴(존슨이 임명하지 않은 링컨 행정부의 유임자)을 해임한 것이 이 법을 위반한 것인지 명확하지 않았다. 이 법은 그 조항상 현직 공무원에게 적용되었지만, 내각 구성원에 대한 보호를 새 대통령이 취임한 후 한 달로 제한했다.

## 이후 적용
이 법은 공화당 대통령 율리시스 S. 그랜트가 대통령직을 맡은 지 한 달 하고 하루 뒤인 1869년 4월 5일에 개정되었다. 이 수정안은 1867년 법을 완전히 폐지하려는 시도에서 비롯되었다. 폐지 법안은 하원에서 단 16표의 반대만으로 통과되었지만 상원에서는 부결되었다. 새로운 조항은 상당히 완화되어 대통령이 "재량에 따라" 공직자를 정직시키고 상원 휴회 중에 교체자를 지정할 수 있도록 했으며, 이는 다음 회기에서 교체자에 대한 인준만을 조건으로 했다. 대통령은 더 이상 정직 사유를 상원에 보고할 필요가 없었고, 상원도 정직된 공직자의 복직을 강제할 수 없게 되었다.
그랜트는 1869년 12월 의회에 보낸 첫 메시지에서 수정된 법조차도 폐지할 것을 촉구했지만, 1884년 민주당의 그로버 클리블랜드가 당선될 때까지는 더 이상 문제가 발생하지 않았다. 엽관제 하에서는 새로운 정당의 행정부가 현직 공무원을 당의 충실한 인물로 교체하는 것이 오랫동안 관례로 받아들여졌다. 그러나 공무원 제도의 지지자였던 클리블랜드는 대량 교체를 피하고, 정당한 사유가 있을 때에만 현직을 교체하겠다고 약속했다. 그가 수백 명의 공직자를 정당한 사유로 정직시키자, 상원 위원회는 내각 구성원들에게 정직 사유에 대한 정보를 요청했고, 클리블랜드는 이를 제공하기를 거부했다. 만약 그가 단순히 현직이 정치적인 이유로 교체되었다고 말했다면 상원은 이를 따랐겠지만, 클리블랜드는 그렇게 하지 않았다. 1886년 초, 상원 전체가 남부 앨라배마의 정직된 미국 연방 검사의 행위에 대한 정보를 요구하자, 클리블랜드는 의회에 행정부 독립 침해에 반대하는 자신의 입장을 설명하는 메시지를 보냈다. 클리블랜드의 후임 지명자는 결국 정직된 현직의 임기가 이미 만료되었음이 밝혀지자 인준되었다. 임기보장법은 1887년에 공식적으로 폐지되었다.

## 합헌성
1926년, 유사한 법(내각 장관과는 관련이 없었지만)은 마이어스 대 미국 사건에서 미국 연방 대법원에 의해 위헌으로 판결되었으며, 이는 의회의 승인 없이 대통령이 우체국장을 해임할 수 있는 능력을 확인시켜 주었다. 이 결정을 내리면서, 대법원은 다수 의견(단, 방론에서)에서 "1867년 임기보장법은 대통령이 자신의 조언과 동의를 얻어 임명한 행정관을 해임하는 것을 막으려 한 한도 내에서는 무효였다"고 판시했다.

## 같이 보기
- 1820년 임기보장법
- 1789년 판결, 대통령이 자유롭게 미국의 공무원을 해임할 권한이 있는지에 대한 제1차 의회 중 하원의 토론